# Duck Dodgers au XXIVe siècle et des poussières
Pour plus de détails, voir Fiche technique et Distribution.
Duck Dodgers au XXIVe siècle et des poussières (Duck Dodgers in the 24½th Century) est un cartoon de la série Merrie Melodies de la Warner Bros sorti en juillet 1953 et réalisé par Chuck Jones. Il met en scène Daffy Duck en aventurier intergalactique (Duck Dodgers), secondé par Porky Pig (le cadet de l'espace), tous deux aux prises avec Marvin le Martien, le conquérant martien.

## Résumé
L'histoire raconte l'aventure de Duck Dodgers à la recherche de « l’Illudium Phosdex ». Cet élément chimique rare, atome constitutif de la crème à raser, ne se trouve plus que sur la mystérieuse « planète X ». Daffy Duck, accompagné de son « Cadet de l'espace » (Porky Pig), fait des recherches sur un tableau et déduit qu'il faut passer par toutes les planètes marquées d'une lettre, et ceci par ordre alphabétique, pour aboutir « naturellement » à cette planète X. Daffy Duck finit par y atterrir. Il en prend possession au nom de la Terre, au moment où Marvin le Martien fait de même au nom de la planète Mars. Les deux champions planétaires vont devoir s’affronter en un combat où la ruse compte encore plus que la force brute. Au cours de leur recherche de la suprématie sur la planète, Daffy et Marvin se menacent chacun d'un pistolet désintégrateur. Quand Marvin tire, il désintègre Daffy en particules atomiques. Mais heureusement Porky le « réintègre » grâce à un pistolet du même nom. Depuis leur vaisseau respectif, Daffy et Marvin s'espionnent ; puis chacun dirige sur l'autre une arme extrêmement destructrice. La planète est peu après complètement détruite, sauf un petit morceau qui flotte dans l'espace et auquel se raccrochent les trois protagonistes. Tandis que Daffy-Duck Dodgers crie victoire, Porky conclut par un désabusé « Oh la belle affaire...»

## Animateurs
- Lloyd Vaughan
- Harry Love (effets d'animation)
- Ken Harris
- Ben Washam

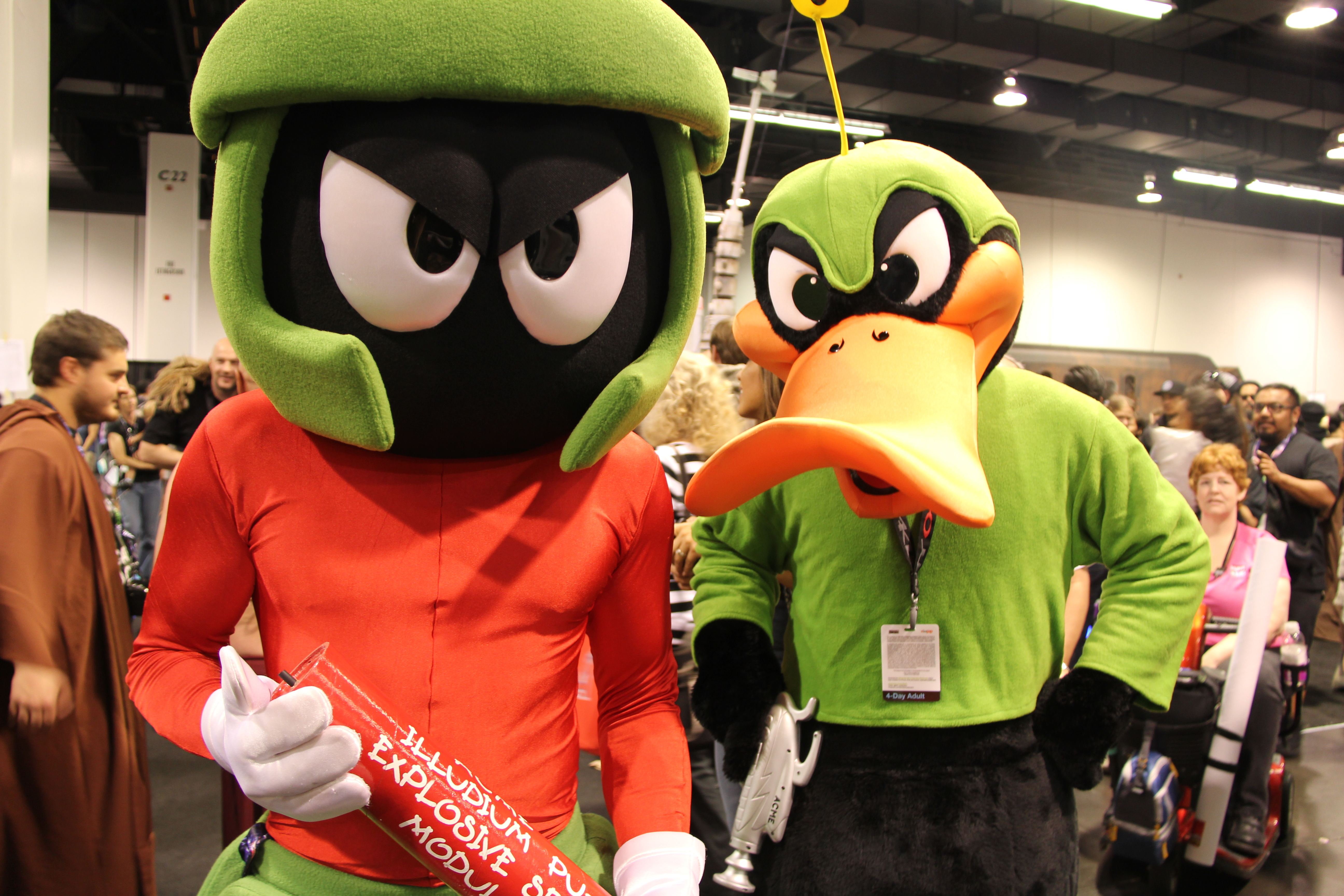
Cosplay de Marvin le Martien (à gauche) et de Duck Dodgers

- Maurice Noble (conception et préparation)
- Philip DeGuard (décors)

## Musique
- Carl W. Stalling directeur musical (comme Carl Stalling) (non crédité)
- Milt Franklyn  orchestrateur (non crédité)

## Musiques
- Powerhouse (non créditée)

Musique écrite par Raymond Scott
- Egyptian Barn Dance (non créditée)

Musique écrite par Raymond Scott

## Prix
- En 1994, Duck Dodgers in the 24½th Century a été élu, par les spécialistes de l'animation, quatrième des 50  meilleurs cartoons de tous les temps.
- En 2004, le cartoon a été présenté rétrospectivement pour le prix Hugo (prix des meilleurs récits de science-fiction), au titre de « meilleure représentation dramatique ».